# 井辺1号墳
井辺1号墳（いんべいちごうふん）は、和歌山県和歌山市井辺にある古墳。形状は方墳。岩橋千塚古墳群（うち井辺地区）を構成する古墳の1つ。史跡指定はされていない。国の特別史跡「岩橋千塚古墳群」への追加指定が答申されている（官報告示を経て正式指定となる）。

## 概要
| 古墳名       | 形状         | 規模       | 埋葬施設          | 築造時期    |
| ------------ | ------------ | ---------- | ----------------- | ----------- |
| 花山8号墳    | 帆立貝形古墳 | 墳丘長52m  | 粘土床            | 4c末        |
| 花山10号墳   | 前方後円墳   | 墳丘長44m  | 粘土槨 竪穴式石室 | 5c前半      |
| 花山6号墳    | 前方後円墳   | 墳丘長60m  | 横穴式石室        | 5c末        |
| 大谷山22号墳 | 前方後円墳   | 墳丘長68m  | 岩橋型横穴式石室  | 6c前半      |
| 大日山35号墳 | 前方後円墳   | 墳丘長86m  | 岩橋型横穴式石室  | 6c前半      |
| 天王塚古墳   | 前方後円墳   | 墳丘長88m  | 岩橋型横穴式石室  | 6c中葉      |
| 寺内57号墳   | 円墳         | 直径35-40m | 岩橋型横穴式石室  | 6c後半      |
| 井辺1号墳    | 方墳         | 一辺35m    | 岩橋型横穴式石室  | 6c末-7c初頭 |

和歌山県北西部、紀の川河口部の和歌山平野の岩橋山塊に営造された岩橋千塚古墳群のうち、大日山南斜面の西側に山寄せで築造された大型方墳である。井辺地区は岩橋山塊のうちでも標高の低い丘陵裾部に位置し、他地区よりも多くの方墳を含む点で特徴を示し、そのなかでも本古墳は地区内最東に所在して最大規模である。これまでに盗掘に遭い石室の一部は破壊されているほか、1965年（昭和40年）・2020年度（令和2年度）に発掘調査が実施されている。
墳形は側辺がふくらんだ台形状の方形で、南辺35メートル・北辺16メートル・側辺30メートルを測る。墳丘は前面4段築成・背面1段築成で、岩盤層の上に埴輪を含む盛土によって構築されている。墳丘外表で葺石・埴輪は認められていない。墳丘前面には南北6メートル・東西42メートルの基壇を有する。また墳丘周囲には周溝が巡らされ、周溝を含めた古墳全体としては南北50メートル・東西42メートルを測る。埋葬施設は両袖式の横穴式石室で、南方向に開口する。石室全長約10.85メートルを測る大型石室で、岩橋千塚古墳群に特徴的な岩橋型横穴式石室であり、玄室には石棚・石梁を伴う。調査では副葬品として金環（耳環）・刀鞘責金具・輪状銅製品・須恵器・土師器などが検出されている。
築造時期は、古墳時代後期-終末期の6世紀末-7世紀初頭頃と推定される。前方後円墳の築造停止後に大型方墳として築造され、墳丘前面の基壇状施設はシシヨツカ古墳・アカハゲ古墳・ツカマリ古墳などの同時期の大型方墳・終末期古墳でも見られる構造であり、紀伊地方の首長墓として評価しうる点で重要視される古墳になる。

## 遺跡歴
- 1965年（昭和40年）、墳丘測量・石室内部調査（和歌山市教育委員会・関西大学、1967年に報告書刊行）[5]。
- 2020年度（令和2年度）、史跡指定に向けた発掘調査（和歌山県教育委員会、2024年に報告書刊行）[2]。

## 埋葬施設

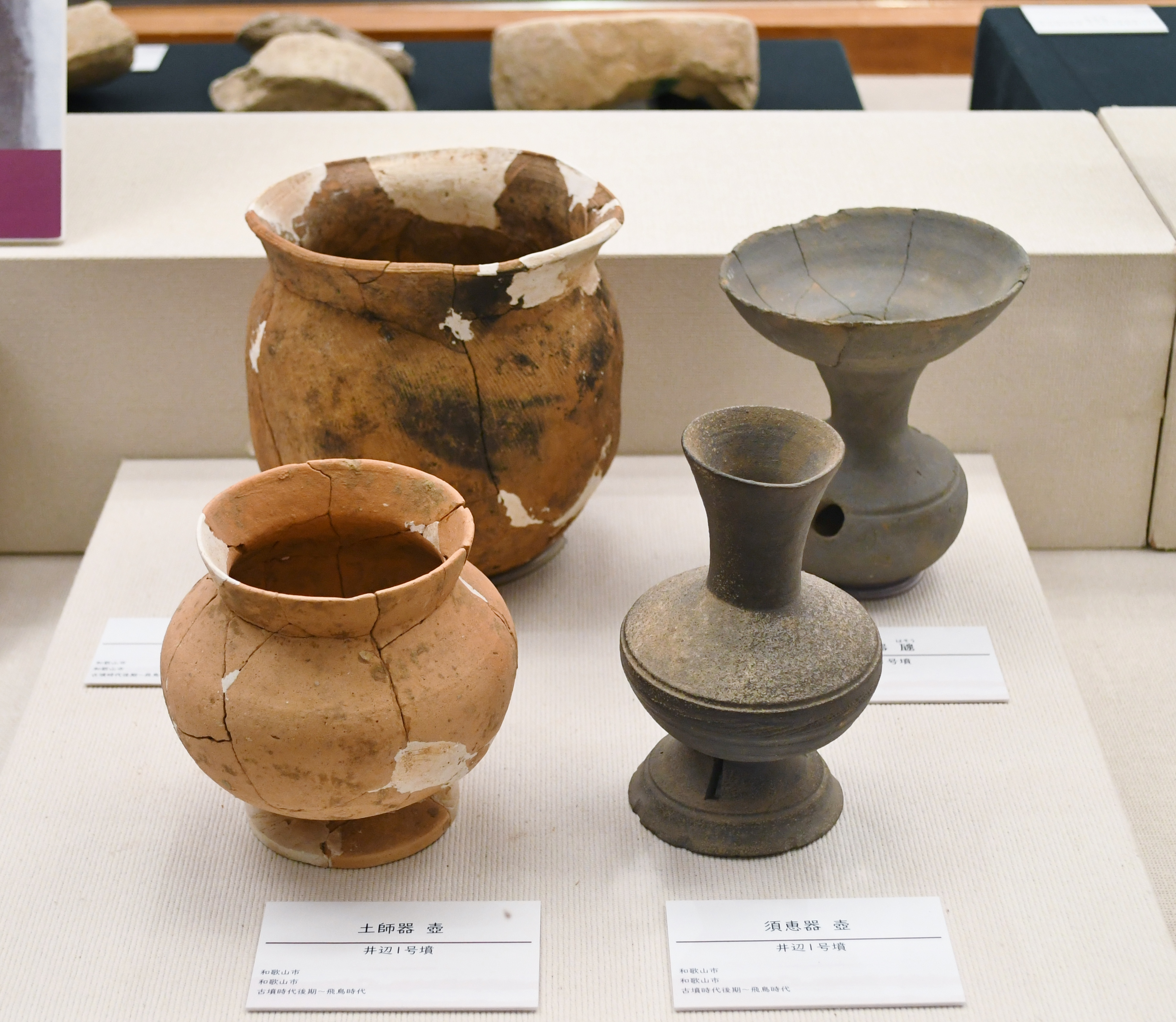
土師器・須恵器和歌山県立紀伊風土記の丘企画展示時に撮影。

埋葬施設としては両袖式横穴式石室が構築され、南方向に開口する。石室の規模は次の通り。
- 石室全長：約10.85メートル
- 玄室：長さ4.15メートル、幅2.7メートル、高さ約2.80メートル
- 玄室前道（通廊）：長さ1.10メートル、幅1.23メートル
- 羨道：長さ1.43メートル、幅1.60メートル
- 前庭：長さ約3.65メートル、幅約1.73メートル

石室の石材は結晶片岩。玄室には石棚・石梁1本・棺台を伴い、岩橋千塚古墳群で特徴的な岩橋型横穴式石室になる。盗掘によって天井部は破壊され、現在は石室の大部分が埋没している。
石室内の調査では、玄室の南西部分で須恵器（台付壺・𤭯）が、その他に刀鞘責金具・土師器（甕・台付壺）などが検出されている。

## 関連文献
（記事執筆に使用していない関連文献）
- 丹野拓・米田文孝『紀国造家の実像をさぐる 岩橋千塚古墳群（シリーズ「遺跡を学ぶ」126）』新泉社、2018年。ISBN 9784787718365。